# Ierse hongersnood (1845-1850)

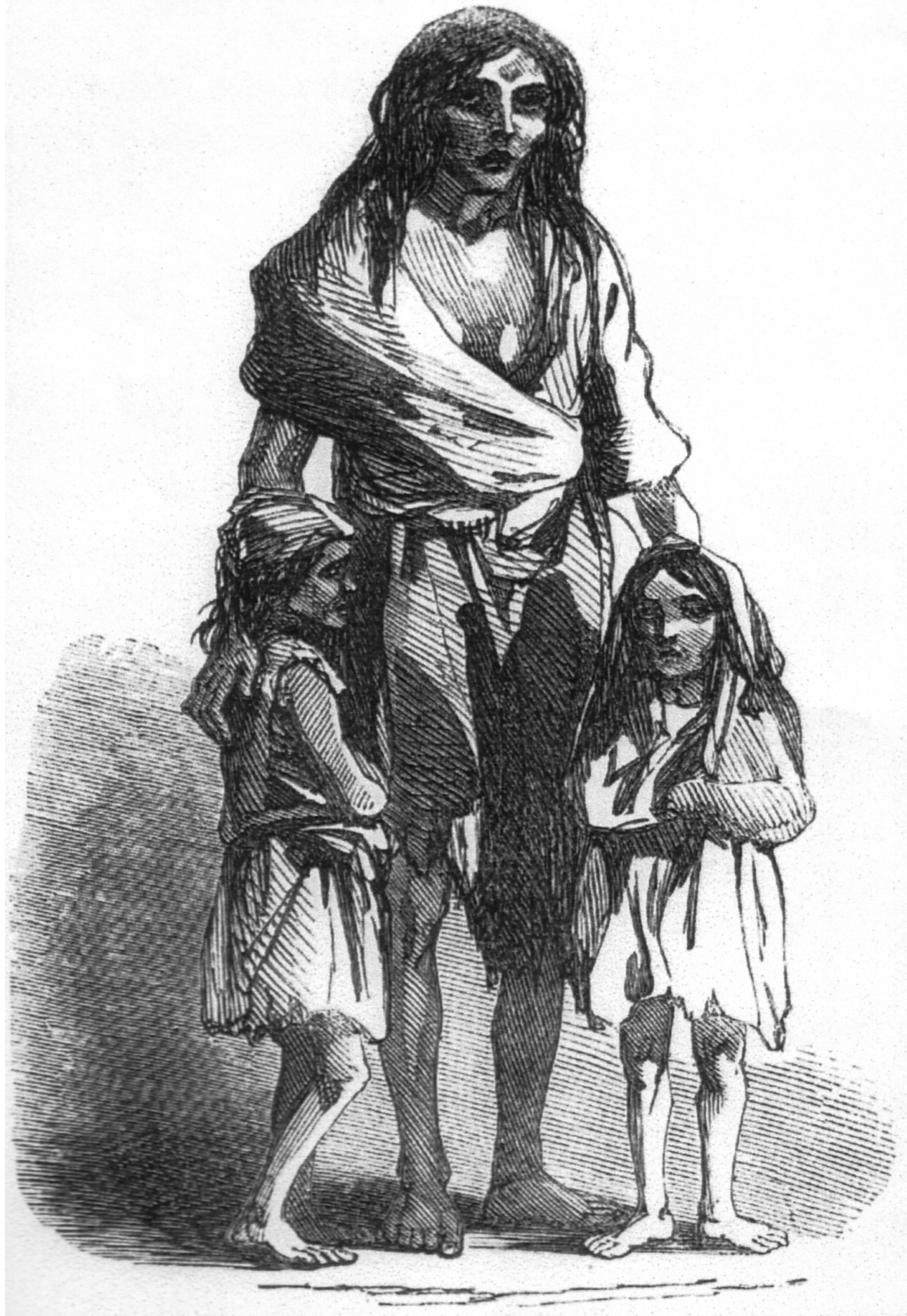
Beeld van de honger

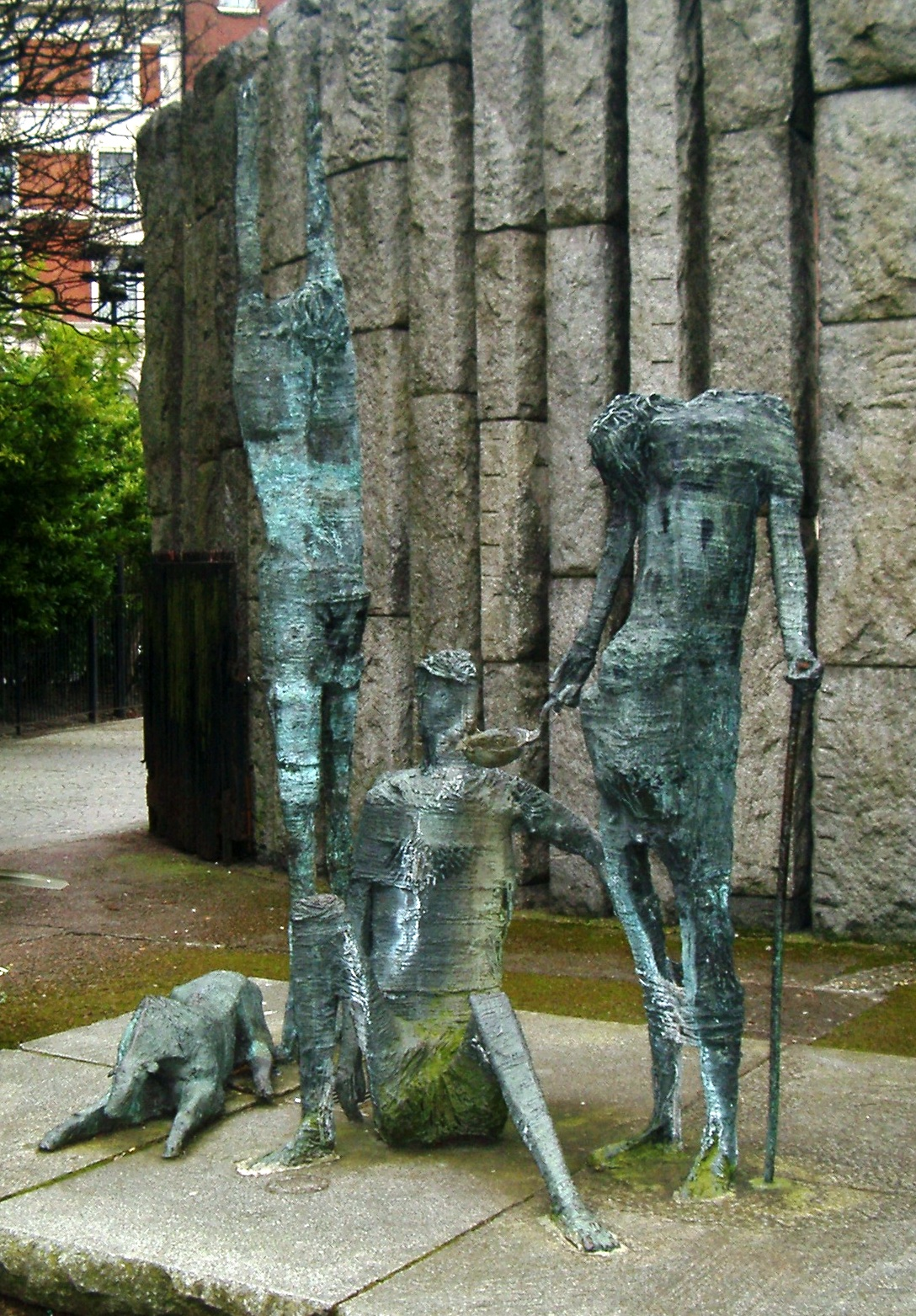
Famine Memorial (1967) van Edward Delaney, St. Stephen's Green in Dublin

De Ierse hongersnood  (Engels: Great Famine, ook wel: Potato Famine, Iers: An Gorta Mór) is de periode van voedselschaarste die Ierland tussen 1845 en 1850 trof. Voor hun voedselvoorziening waren de Ieren grotendeels afhankelijk van de aardappeloogst. Negentig procent daarvan was echter mislukt als gevolg van de aardappelziekte. Deze plaag werd veroorzaakt door de pseudo-schimmel Phytophthora infestans en bracht door de monocultuur een ware ravage teweeg. Als gevolg van de voedselschaarste stierven meer dan een miljoen Ieren. Miljoenen anderen vluchtten al dan niet gedwongen naar Noord-Amerika, Australië, Nieuw-Zeeland en Groot-Brittannië.

## Misoogsten
De aardappel was in Ierland sinds 1800 het voornaamste volksvoedsel, met name voor het arme bevolkingsdeel. De oorzaak hiervoor was dat de aardappel op vrijwel elke grondsoort groeide en voldoende vitamines en voedingswaarde bevatte. Het waren deels deze eigenschappen die bevolkingsgroei mogelijk maakten. De hongersnood begon met een misoogst in 1845 als gevolg van de aardappelziekte. Deze was eind juni voor het eerst opgemerkt in de streek van Kortrijk en waaide in september over naar Ierland. Het was zeker niet de eerste misoogst; sinds 1816 waren er reeds ruim tien geweest. In 1846 mislukte de oogst eveneens door de aardappelziekte. In 1847 mislukte de oogst niet door de aardappelziekte, maar waren de opbrengsten minder als gevolg van een droogte die de aardappelziekte stopte. Bovendien brak in 1847 buiktyfus uit, een tot dan toe onbekende ziekte. In 1848 werd enorm veel moeite gestoken in het verhogen van de oogstopbrengsten. Door een natte periode brak er echter opnieuw aardappelziekte uit. Daarbij kwam nog een cholera-epidemie in december van dit jaar. 1849 was misschien wel het slechtste jaar van de Ierse aardappelhongersnood, de bevolking was gedecimeerd en het land volledig bankroet. Pas in 1850 herstelden de oogsten zich weer, hoewel er nog wel lokale uitbraken waren van de aardappelziekte.

## Houding grondeigenaren
Door de hongersnood hadden de arme Ierse boeren niet alleen niets te eten, ook de pacht aan de Engelse adellijke grootgrondbezitters kon niet betaald worden. Doordat oogsten ook in andere delen van Europa mislukten, stegen de voedselprijzen. Tijdens de hongersnood bleven de Engelse landeigenaren Ierse boter en vlees naar Engeland exporteren. Ook dit vergrootte de problemen in Ierland.
De landeigenaren joegen de niet-betalende boeren van hun land, of verschaften geld voor de overtocht naar de Verenigde Staten. De overtocht, vaak met ongeschikte, slechte schepen, de zogenoemde coffin ships, was niet zonder risico. Zo'n 10 tot 20% van de emigranten overleefde de reis niet.

## Gevolgen
Waar de bevolking van Ierland in 1840 8 miljoen mensen bedroeg, was deze begin 20e eeuw teruggelopen tot rond 3,5 miljoen door directe en indirecte gevolgen van de aardappelhongersnood.
De term 'hongersnood' wordt soms gezien als een misleidende term. Indien er een andere verdeling van het aanwezige voedsel zou zijn geweest, had er helemaal geen honger hoeven te heersen. Ierland was een wingewest van Engeland, waar ook nog eens het Angelsaksisch model van het kapitalisme hoogtij vierde. 
Op veel plaatsen is nog te zien waar men vroeger aardappels verbouwde, bijvoorbeeld aan de voet van bergen. Op de verlaten stukken land zijn bij een lage stand van de zon duidelijk de 'aardappelbedden', potato ridges of lazy beds genaamd, te zien waarop men de aardappels verbouwde. Vóór de aardappelhongersnood werden al deze stukken land bebouwd. Daarna werden die gronden voornamelijk gebruikt om schapen op te laten grazen. Deze overgebleven lijnen in het landschap maken duidelijk wat de omvang was van de landbouwtragedie.